# Andrzej Bogucki (ur. 1951)
Andrzej Leonard Bogucki (ur. 1951 w Bydgoszczy) – polski historyk, doktor nauk humanistycznych, działacz publiczny, prezes Związku Towarzystw Gimnastycznych „Sokół” w Polsce w latach 1999–2007, od 2007 r. prezes honorowy, autor książek naukowych i popularnonaukowych.

## Życiorys
Jest absolwentem Technikum Mechaniczno-Elektrycznego w Bydgoszczy. W 1982 roku uzyskał tytuł magistra historii na Uniwersytecie Mikołaja Kopernika w Toruniu. W 1997 roku doktoryzował się na tej samej uczelni. W 1983 roku ukończył Studium Pedagogiczne, a w 1990 roku Podyplomowe Studium Kierowania i Zarządzania Oświatą. Posiada tytuł nauczyciela dyplomowanego (2000). W 1999 roku doskonalił swą wiedzę na zagranicznych placówkach edukacyjnych w Danii, Wielkiej Brytanii, Czechach i Stanach Zjednoczonych. W latach 1998–2002 pełnił funkcję członka Komisji Edukacji Rady Miasta Bydgoszczy. Współpracował z Ministerstwem Edukacji Narodowej i Ministerstwem Obrony Narodowej.
W 2013 r. został ekspertem historycznym w Radzie Muzeum przy Muzeum Wojsk Lądowych w Bydgoszczy.
Służba wojskowa
W latach 1972–1974 odbył Zasadniczą Służbę Wojskową w 35 Pułku Desantowym, 7 Łużyckiej Dywizji Desantowej. Od 2001 w stopniu kapitana rezerwy. Od 2015 r. członek Stowarzyszenia Żołnierzy i Sympatyków Niebieskich Beretów.

## Praca zawodowa
Nauczyciel akademicki. Pracował w charakterze nauczyciela szkół średnich. Był wicedyrektorem Zespołu Szkół Elektrycznych im. Jana III Sobieskiego w Bydgoszczy oraz dyrektorem Szkoły Podstawowej 29 im. Wacława Wawrzyniaka w Bydgoszczy i Gimnazjum 3 im. gen. Józefa Hallera w Bydgoszczy.
W 1994 r. był jednym z założycieli ogólnopolskiego Polskiego Stowarzyszenia Dyrektorów Szkół w Krakowie. Po jego zarejestrowaniu pełnił funkcję wiceprezydenta. W latach 1997–2002 współpracował z Siecią Stowarzyszeń Kadr Zarządzających Oświatą z siedzibą w Brukseli.

## Działalność w TG „Sokół”
W latach 1976–1989 w sokolich strukturach konspiracyjnych. W 1989 r. włączył się w odbudowę struktur Towarzystwa Gimnastycznego „Sokół”. Od 1990 r. założyciel i prezes TG „Sokół” II Bydgoszcz-Fordon im. gen. Józefa Hallera. W tym samym roku założyciel i prezes Centrum Informacji Naukowej Sokolstwa Polskiego w Bydgoszczy. W latach 1990–1999 pełnił funkcję sekretarza generalnego, a w 1999–2007 prezesa Związku Towarzystw Gimnastycznych „Sokół” w Polsce. Od 2007 prezes honorowy Związku Towarzystw Gimnastycznych „Sokół” w Polsce. Delegat do Rady Światowego Związku Sokolstwa – World Sokol Federation w latach 1998–2007 oraz 2012–2015. W 1990 r. był jednym z założycieli TG „Sokół” na Litwie, a w 2000 r. współzałożyciel PTG „Sokół” w Austrii.

## Działalność społeczna
W latach 1981–1989 członek solidarnościowej opozycji demokratycznej. W latach 1980–1981 działał w NSZZ „Solidarność” w Bydgoszczy, przewodniczył komisji zakładowej w Zakładach Remontowo Montażowych „Spomasz” w Poznaniu Oddział w Bydgoszczy. W 2010 r. został członkiem Stowarzyszenia Idee Solidarności 1980–1989 w Bydgoszczy.
Jest członkiem organizacji naukowych: Towarzystwa Naukowego w Toruniu, Bydgoskiego Towarzystwa Naukowego, Światowej Rady Badań nad Polonią, Polskiego Towarzystwa Historycznego, Polskiego Towarzystwa Heraldycznego, Bydgoskiego
Towarzystwa Heraldyczno-Genealogicznego, Towarzystwa Miłośników Miasta Bydgoszczy, Bractwa Inflanckiego. Prowadził okazjonalne wykłady na uczelniach m.in. na Uniwersytecie Mikołaja Kopernika, Uniwersytecie Karola w Pradze, Uniwersytecie Kardynała Stefana Wyszyńskiego, Polish Falcons of America i in. Jest wykładowcą w Wyższej Szkoły Gospodarki w Bydgoszczy.
W 1968 r. zaangażował się w działalność w Polskim Towarzystwie Turystyczno Krajoznawczym Oddział w Bydgoszczy. W latach 1981–1989 był wiceprezesem Oddziału Miejskiego, a w latach 1989–1991 prezesem. Członek Zarządu Wojewódzkiego PTTK w latach 1982–1988. Od 2018 członek PTTK Oddział przy Klubie Inspektoratu Wsparcia Sił Zbrojnych w Bydgoszczy.
W 1992 r. zaangażował się w działalność Polskiego Towarzystwa Ziemiańskiego, przewodniczył Komisji Rewizyjnej Oddziału Kujawsko-Pomorskiego. 6 listopada 2021 r. został członkiem Sądu Honorowego PTZ w Warszawie. Od 1996 r. działacz Związku Szlachty Polskiej i równocześnie przedstawiciel regionalny tegoż związku do 1999 r. Prezes oddziału w Bydgoszczy w latach 2009–2013. Następnie od 1999 do 2008 pełnił funkcję przewodniczącego Głównej Komisji Rewizyjnej.
Od 1997 r. współpracuje ze Stowarzyszeniem Weteranów Armii Polskiej w Ameryce - Polish Army Veterans Association of America i redakcją pisma „Weteran”. Za współprace został uhonorowany odznaką Miecze Hallerowskie.
W 2000 r. założył, a w latach 2000–2007 był prezesem Towarzystwa Pamięci Generała Józefa Hallera i Hallerczyków Oddział Kujawsko – Pomorski. W 2008 objął funkcję prezesa Oddziału Bydgoskiego tegoż stowarzyszenia.
Działał społecznie w wielu komitetach m.in.: w latach 1983–2016 był członkiem i ekspertem historycznym Miejskiego Komitetu Ochrony Pamięci Walk i Męczeństwa w Bydgoszczy, w latach 1993–1997 zasiadał w prezydium oraz przewodniczył komisji sportu i rekreacji Społecznego Komitetu Obchodów 650-lecia Bydgoszczy, a w latach 1995–2007 był członkiem Społecznego Komitetu Budowy Pomnika Króla Kazimierza Wielkiego w Bydgoszczy. W 1998 r. był członkiem komitetu organizacyjnego Stowarzyszenia „Klub Bydgoski”, budowy pomnika „Kamienienia Memorialnego Pamięci Wydarzeń Marca 1981 w Bydgoszczy”.

## Publikacje
Opublikował 12 książek, 10 broszur i przeszło 500 artykułów naukowych i popularnonaukowych.

### Wybrane publikacje
- Towarzystwo Gimnastyczne „Sokół” na Pomorzu Gdańskim i Kujawach Zachodnich w dobie powstania wielkopolskiego i walki o niepodległość Polski w latach 1918–1920, Bydgoszcz 1990.
- Szkoła Podstawowa 29 im. Wacława Wawrzyniaka w Bydgoszczy 1945–1995, Bydgoszcz 1995 ISBN 83-904617-0-6.
- Sokoli na Pomorzu Nadwiślańskim w latach 1939–1988, Bydgoszcz 1996 ISBN 83904617-5-7.
- Towarzystwo Gimnastyczne „Sokół” na Pomorzu 1893–1939, Bydgoszcz 1997[24]
- Bydgoszcz Centrum Sokolstwa Polskiego 1886–2007, Bydgoszcz 2013 ISBN 978-83-7456-116-7.
- Dziedzictwo kultury szlachecko – ziemiańskiej w Bydgoszczy i okolicach, Bydgoszcz 2013 ISBN 978-83-7456-056-6.
- Veteranus bydgoski 1939–1947. Losy Polaków przymusowo wcielonych do Wehrmachtu i Armii Czerwonej, Bydgoszcz 2014 ISBN 978-83-7456-045-0.
- Towarzystwo Gimnastyczne „Sokół” na drodze do wolności, Bydgoszcz 2020 ISBN 978-83-7456-289-8[25].

## Odznaczenia i nagrody
- Krzyż Komandorski Orderu Odrodzenia Polski (2017)[26]
- Krzyż Kawalerski Orderu Odrodzenia Polski (2005)[27]
- Złoty Krzyż Zasługi (1992)[28]
- Krzyż Wolności i Solidarności (2018)[29]
- Medal Stulecia Odzyskanej Niepodległości (2019)[13]
- Złota Odznaka „Za Zasługi dla Sportu” (2022)[30]
- Odznaka „Zasłużony Działacz Kultury” (2003)[13]
- Medal Komisji Edukacji Narodowej (1999)[13]
- Medal „Pro Patria” (2012)[13]
- Złoty Medal Marszałka Województwa Kujawsko-Pomorskiego „Unitas Durat Palatinatus Cuiaviano-Pomoraniensis”[31][32]
- Medal Kazimierza Wielkiego nadany przez Radę Miasta Bydgoszczy (2015)[33]
- Krzyż Legii Honorowej Sokolstwa Polskiego (2004)[34]
- Miecze Hallerowskie (2002)[35]
- Zaszczytna Odznaka Sokoła (2001)[36]